# فری‌کد
فری‌کد (به انگلیسی: FreeCAD) یک مدل‌گر سه‌بعدی CAD (طراحی به کمک رایانه) عمومی کاملاً آزاد (تحت مجوز GPL و LGPL) است. FreeCAD به منظور استفاده در مهندسی مکانیک و طراحی صنعتی آماده شده ولی می‌تواند در دیگر رشته‌ها مانند معماری نیز کاربرد داشته باشد.